# معركة بيرير
نشبت معركة بيرير في عام 1208 قبل الميلاد بين المملكة المصرية الحديثة بقيادة الملك مرنبتاح من جانب، وتحالف القبائل الليبية مع شعوب البحر من جانب آخر. حقق المصريون نصرًا حاسمًا. كانت هذه أول لقاءات عديدة بين مصر القديمة وشعوب البحر. مصدر المعلومات الرئيسي لدينا حول هذه المعركة يأتي من نقش الكرنك العظيم.

## مقدمة
في أواخر القرن الثالث عشر قبل الميلاد، أجبرت المجاعة في ليبيا العديد من القبائل في المنطقة على الاتحاد تحت قيادة زعيم معروف باسم ميري. استعدت هذه القبائل معًا لغزو مصر. نواياهم الدقيقة غير واضحة لكنهم على الأرجح أرادوا إقامة سلالة ليبية جديدة في مصر، أو إقامة دولة جديدة داخل حدود مصر. كان الليبيون أثرياء من خلال السيطرة على التجارة من وسط إفريقيا إلى البحر الأبيض المتوسط، وبالتالي تمكنوا من توظيف شعوب البحر ، الذين كانوا في الوقت الحالي مغيرين ومرتزقة. استولى الليبيون في البداية على واحة إلى الغرب من مصر، يُعتقد الآن أنها واحة سيوة. هناك أيضًا غارة نوبية واضحة في جنوب مصر في نفس الوقت تقريبًا، مما يشير إلى تحالف بين الليبيين والنوبيين، على الرغم من أن شيئًا لم يحدث أبدًا. بعد الاستيلاء على الواحة، انتقل الجيش الليبي إلى مصر حيث التقى بهم الملك مرنبتاح في بيرير، على الأرجح مدينة في منطقة دلتا النيل.

## المعركة
لا يُعرف الكثير عن التفاصيل الدقيقة للمعركة في بيرير باستثناء أن الرماة المصريين أمضوا 6 ساعات في مهاجمة العدو قبل أن تتدخل العربات المصرية ويُفترض أنها تسببت في حدوث هزيمة. هذا لا يعطي تفاصيل حول ما كان المشاة يفعلونه في ذلك الوقت. لقد صنع شعوب البحر مشاة أعلى من المصريين ، ولذلك يُفترض أن مرنبتاح لم يشتبك مطلقًا مع مشاته بالكامل، بل استخدمهم فقط لاحتلال العدو بينما قام رماة السهام بالعمل الحقيقي. ثم، بعد أن اعتقد مرنبتاح أن خطوط العدو قد ضعفت بما يكفي، أرسل مركباته لإنهاء العمل. ومع ذلك ، حدثت المعركة بالفعل، حقق المصريون انتصارًا حاسمًا على الليبيين، مما أسفر عن مقتل 6000 شخص وأسر 9000.

## أعقاب المعركة
قُتل ميري خلال المعركة وبدون قيادة عاد التحالف الليبي إلى دياره وسرعان ما انهار. مهما نجا شعوب البحر من المعركة ، فقد غادروا للعثور على عمل في مكان آخر. سوف تنمو شعوب البحر لتصبح مشكلة أكبر في السنوات القادمة ، وسببًا رئيسيًا لانهيار العصر البرونزي. كانوا سيشتبكون مع مصر مرة أخرى ، في محاولة لغزو البلاد إما في 1178 أو 1175 قبل الميلاد ، حتى توقفوا عند المعارك المزدوجة في دجي والدلتا.